# Giovanni Bombrini
Giovanni Bombrini (31 décembre 1838, Gênes - 13 février 1924, Gênes), est un homme d'affaires, entrepreneur  et homme politique italien, sénateur du royaume d'Italie durant la XVII législature sous le roi Umberto Ier.

## Biographie
Né à Gênes le 31 décembre 1838,Giovanni Bombrini  entreprend une carrière militaire. A 18 ans, il est sélectionné par l'Ecole Militaire du Roi d'Italie et participe comme officier d'artillerie, aux campagnes de 1860 et 1866.
Au décès de son père Carlo en 1882, il hérite avec son frère Marcello de la société en commandite Bombrini, Rubattino, Penco & Ansaldo, plus connue sous le nom de G. Ansaldo & Cie,  groupe de mécanique lourde et construction navale. 
Il engagea un plan d'investissements avec l'acquisition de terrains en bordure de mer, contigus avec ceux des chantiers navals Ansaldo à Sampierdarena, disposant de plus de 20 hectares entre Gênes et Sestri Ponente.
En 1887, Giovanni Bombrini crée sa propre aciérie à Cornigliano pour assurer la fourniture de tôles pour ses chantiers navals. 
Il est nommé sénateur en 1890 et pendant son mandat il favorise la construction de l'aqueduc des Pouilles, dont la construction fut le premier engagement concret de la politique en faveur du sud de l'Italie du gouvernement Zanardelli-Giolitti. L'appel d'offres eut lieu en 1905 et les travaux ont été attribués à la société anonyme Ercole Antico, détenue par le groupe Ansaldo en association avec le trust de la chimie et du sucre de la famille Parodi-Delfino. 
En 1903, toujours membre du directoire d'Ansaldo, il obtient de ses associés la transformation d'Ansaldo de société en commandite en société anonyme afin de la faire coter en bourse et pouvoir accéder aux financements bancaires. Il cède sa participation majoritaire à la famille Perrone qui dirigera le groupe Ansaldo jusqu'en 1921.
En 1912, avec Leopoldo Parodi Delfino, sénateur et homme d'affaires, il crée à Colleferro, près de Rome, la société Bombrini Parodi Delfino - BPD, entreprise spécialisée dans la chimie et la défense (poudres et explosifs).
Il décède le 13 février 1924 à Isola del Cantone, tout près de Gênes.